# Bogotá
 Ovo je glavno značenje pojma Bogotá. Za rijeku koja teče kroz grad pogledajte Bogotá (rijeka).
Bogotá službenog imena Bogotá, D.C. (D.C. znači "Distrito Capital", u prijevodu "Distrikt prijestolnice"), također nazvan Santa Fe de Bogotá, glavni grad je Kolumbije. Najveći i najmnogoljudniji grad u državi s 8 000 000 stanovnika.

## Zemljopis

### Zemljopisni položaj
Grad se nalazi na andskoj visoravni Sabana de Bogotá, na 2640 metara nadmorske visine, blizu kordiljerskih planina Guadalupe (3317 m) i Monserrate (3152 m).
Površina grada iznosi 1.775,98 km². Od čega 384,3 km² (21,64 %) iznosi urbano područje (área urbana) i 1.391,68 km² (78,36 %) ruralno, pretežito planinsko područje. Šire područje grada (Región Metropolitana) ima površinu od 4.321 km² i obuhvaća 25 općina (municipios) koje se nalaze u okolici glavnoga grada.
Kroz grad prolazi više rijeka i potoka, između kojih i rijeka San Francisco, koja se jugozapadno spaja s rijekom Funza (poznata kao Rio Bogotá). Rijeka Funza je poznata po svojem 145 metara visokom vodopadu Tequendama, kao i po velikom zagađenju. U blizini grada nalaze se planinski pašnjaci i šume.
Budući da se grad nalazi na južnoameričkoj tektonskoj ploči, povremeno se događaju potresi. Zbog njih, kao i zbog požara, u godinama 1785., 1827., 1917. i 1948. uništene sz brojne zgrade iz kolonijalnog razdoblja.

### Upravna podjela
Bogotá se dijeli na 20 upravnih jedinica (unidades administrativas):
1. Usaquén
2. Chapinero
3. Santafé
4. San Cristóbal
5. Usme
6. Tunjuelito
7. Bosa
8. Kennedy
9. Fontibón
10. Engativa
11. Suba
12. Barrios Unidos
13. Teusaquillo
14. Los Mártires
15. Antonio Nariño
16. Puente Aranda
17. La Candelaria
18. Rafael Uribe
19. Ciudad Bolívar
20. Sumapaz

### Klima
Grad se nalazi u klimatskom području s prosječnom godišnjom razinom temperature od 13,3 °C. Budući da se Bogotá nalazi blizu ekvatora, ne postoje velike razlike među godišnjim dobima. Na klimu najviše utječu pasatni vjetrovi.
Najviša godišnja prosječna temperatura je 16 °C, dok je najniža prosječna temperatura 7,4 °C. Gradska dnevna temperatura rijetko prelazi 23 °C, a temperature noću su izrazito niske. U siječnju 2007. godine izmjeren je rekordno niska temperatura u gradu od −8,1 °C, te −10,8 °C u gradskom predgrađu.
Prosječno u godini u gradu padne 799 milimetara kiše. Najviše padalina padne u travnju i listopadu, s prosjekom od 101 do 107 mm, dok najmanje padalina ima u siječnju s prosječno 29 mm. Sveukupno prosječan broj kišovitih dana u godini je 185.
|                                    | Sij. | Velj. | Ožu. | Tra. | Svi. | Lip. | Srp. | Kol. | Ruj. | Lis. | Stu. | Pro. | God. |  |
| Prosječna najviša temperatura (°C) | 16,4 | 16,7  | 16,7 | 16,0 | 16,2 | 15,7 | 14,9 | 15,4 | 15,8 | 15,9 | 16,0 | 16,1 | 16,0 |  |
| Prosječna najniža temperatura (°C) | 5,6  | 6,5   | 7,6  | 8,6  | 8,7  | 8,3  | 7,7  | 7,3  | 7,1  | 7,7  | 7,9  | 6,3  | 7,4  |  |
| Prosjek padalina (mm)              | 29   | 44    | 66   | 101  | 93   | 54   | 43   | 46   | 72   | 107  | 91   | 53   | 799  |  |
| Prosjek kišovitih dana             | 8    | 11    | 14   | 18   | 20   | 18   | 17   | 16   | 16   | 18   | 17   | 12   | 185  |  |

## Stanovništvo
U Bogoti se u zadnjem stoljeću dogodio veliki rast sirotinjskih četvrti što je znatno proširilo grad. Bogotá je 1951. imala 715.000 stanovnika, da bi se taj broj do 2005. praktički udeseterostručio na 6,8 milijuna stanovnika. Uzrok ovom naglom porastu je najviše bijeg stanovništva sa sela koje se nadalo u gradu naći bolje životne uvjete.
Stanovništvo glavnog grada je raznoliko kao uostalom i sastav stanovništva ostatka zemlje. Najveći dio stanovništvo, oko 68 %, čine mestici (stanovništvo s domorodačkim i europskim porijeklom), 20 % čine bijelci (najvećim dijelom španjolskog, ali i talijanskog, francuskog i drugog europskog porijekla), oko 10 % crnci, mulati i zambosi, te 2% indijanci (Indios). Postotak nepismenosti kod stanovništva starijeg od 15 godina je 2,4 %, dok je u ostatku zemlje iznad 8 %.
| Godina | br. stan. |
| ------ | --------- |
| 1538.  | 100       |
| 1580.  | 1.100     |
| 1666.  | 3.000     |
| 1775.  | 16.233    |
| 1793.  | 17.725    |
| 1801.  | 21.394    |
| 1832.  | 28.341    |
| 1843.  | 40.086    |
| 1870.  | 40.883    |
| 1881.  | 84.123    |
| 1884.  | 95.761    |
| 1905.  | 100.000   |

| Godina | br. stan. |
| ------ | --------- |
| 1912.  | 121.257   |
| 1918.  | 143.994   |
| 1928.  | 235.421   |
| 1938.  | 330.312   |
| 1951.  | 715.250   |
| 1964.  | 1.697.311 |
| 1973.  | 2.868.123 |
| 1985.  | 4.273.461 |
| 1993.  | 5.484.224 |
| 1996.  | 5.859.861 |
| 2000.  | 6.422.198 |
| 2005.  | 6.840.116 |

## Obrazovanje
Bogotá je obrazovno središte zemlje u kojem se nalazi više sveučilišta, kao Universidad Nacional de Colombia, Universidad Distrital Francisco José de Caldas,  Universidad Javeriana, Universidad de los Andes i mnoge druge obrazovne institucije i knjižnice. U palači San Carlos su 1777. godine isusovci otvorili prvu javnu knjižnicu u Americi.
Nacionalno sveučilište Kolumbije (Universidad Nacional de Colombia) je prvo javno i državno sveučilište u Kolumbiji. Ovo sveučilište osnovano je 1867. godine, a u početku imalo je šest studija. Ovo je danas najveće sveučilište u zemlji s preko 40 tisuća studenata.
Ostala sveučilišta u gradu su: Universidad de los Andes, Universidad Javeriana, Universidad de la Sabana, Universidad Distrital, Universidad Autónoma de Colombia, Universidad Pedagógica Nacional, Escuela Colombiana de Ingeniería, Universidad Central, Universidad La Gran Colombia, Universidad Libre i Universidad Jorge Tadeo Lozano.

## Znamenitosti
Muzej zlata u Bogoti ima oko 35 000 komada indijanskih zlatnih izložaka, od kojih je većina baština naroda Chibcha kao i obalnih naroda Kolumbije. Procjene iz 1980-ih stavljaju vrijednost te zbirke na otprilike 150 000 000 američkih dolara, samo na temelju mase, a da se uopće ne uzme u obzir umjetnička i povijesna vrijednost predmeta.

## Zbratimljeni gradovi
Bogotá ima potpisane ugovore o partnerstvu, prijateljstvu i suradnji sa sljedećim gradovima:
- Asunción, Paragvaj
- Brasília, Brazil
- Buenos Aires, Argentina
- Caracas, Venezuela
- Guatemala, Guatemala
- Havana, Kuba
- La Paz, Bolivija
- Lima, Peru
- Lisabon, Portugal
- London, UK
- Los Angeles, SAD
- Madrid, Španjolska
- Managua, Nikaragva
- México, Meksiko
- Medellín, Kolumbija
- Barranquilla, Kolumbija
- Miami, SAD
- Montevideo, Urugvaj
- New York City, SAD
- Panamá, Panama
- Quito, Ekvador
- Rio de Janeiro, Brazil
- Rosario, Argentina
- San José, Kostarika
- San Juan, Portoriko
- San Salvador, Salvador
- Santiago de Chile, Čile
- Santo Domingo, Dominikanska Republika
- Seul, Južna Koreja
- Ottawa, Kanada
- Tegucigalpa, Honduras
- Tokio, Japan

## Poznate osobe
- Rodolfo Acosta, skladatelj
- Íngrid Betancourt, političarka
- Alfonso Caycedo, psihijatar
- Juan Gustavo Cobo-Borda, pjesnik i pisac
- Luis Concha Córdoba, nadbiskup i kardinal
- Nicolás Gómez Dávila, filozof
- José Joaquín Guarín, skladatelj
- Andrés Holguín, pisac
- Guillermo Uribe Holguín, skladatelj
- John Leguizamo, glumac
- Antonio Álvarez Lleras, dramatičar
- Bill Lynn, glazbenik
- Andrés Pastrana, političar
- Rafael Puyana Michelsen, glazbenik
- Juan Pablo Montoya, vozač F1
- Catalina Sandino Moreno, glumica
- Ernesto Samper, političar
- Víctor Hugo Peña, biciklist
- Santos Cifuentes Rodríguez, skladatelj
- Fred Rodriguez, biciklist
- Andrés de Santa Maria, slikar
- Jesús Bermúdez Silva, skladatelj
- Antanas Mockus Sivickas, filozof i političar
- Alejandro Tobar, glazbenik
- Camilo Torres, svećenik
- Julio César Turbay Ayala, političar
- Daniel Zamudio, skladatelj
- Jaime Garzón, humorist
- Álvaro Mutis, pisac
- Rafael Pombo, pisac, pisac
- José Asunción Silva, pisac
- Jorge Eliécer Gaitán, političar
- Germán Arciniegas, povjesničar
- Julio Garavito Armero, matematičar i astronom
- Andrea Echeverri, pjevačica
- Andrés Pardo Tovar, sociolog i folklorist
- Guillermo Abadía Morales, folklorist

## Vanjske poveznice
- (šp.)(engl.)Službena stranica grada
- (šp.)(engl.)Turistički institut grada  Arhivirana inačica izvorne stranice od 8. rujna 2008. (Wayback Machine)